# Município de Alexander (condado de Athens, Ohio)
Localização do Ohio nos E.U.A.
O município de Alexander (em inglês: Alexander Township) é um município localizado no condado de Athens no estado estadounidense de Ohio. No ano 2010 tinha uma população de 2811 habitantes e uma densidade populacional de 29,03 pessoas por km².

## Geografia
O município de Alexander encontra-se localizado nas coordenadas 39° 14′ 23″ N, 82° 08′ 01″ O. Segundo a Departamento do Censo dos Estados Unidos, o município tem uma superfície total de 96.85 km², da qual 96,04 km² correspondem a terra firme e (0,84 %) 0,81 km² é água.

## Demografia
Segundo o censo de 2010, tinha 2811 pessoas residindo no município de Alexander. A densidade de população era de 29,03 hab./km².